# Bahía Laguna Verde
Bahía Laguna Verde är en vik i Chile.   Den ligger i regionen Región de Valparaíso, i den södra delen av landet, 100 km väster om huvudstaden Santiago de Chile.
Trakten runt Bahía Laguna Verde består i huvudsak av gräsmarker. Runt Bahía Laguna Verde är det ganska tätbefolkat, med 60 invånare per kvadratkilometer.